# Guta
Guta (en rus: Гута) és un poble de l'óblast de Briansk, a Rússia, segons el cens del 2013 tenia 61 habitants. Pertany al districte de Zlinka.